# Crotonogyne chevalieri
Crotonogyne chevalieri là một loài thực vật có hoa trong họ Đại kích. Loài này được (Beille) Keay mô tả khoa học đầu tiên năm 1955.